# Мол Габрово
Мол Габрово (Mall Gabrovo) е търговски център, намиращ се в централната част на Габрово, разположен е на мястото на бившето кино „Майчина грижа“.
Общата площ на Мол Габрово надвишава 15 000 m² и е разпределена на 7 нива (две, от които под земята) както и подземен паркинг на две нива. Мол Габрово разполага с над 60 търговски обекта от различните сфери на модата и техниката, голям хипермаркет, ресторант, заведения за бързо хранене, барове и кафенета. Тук се предлагат и много развлекателни атракциони за свободното време – боулинг, билярд, фитнес и специализиран детски кът.
Изграждането на обекта стартира през ноември 2007 г. Мол Габрово отвори врати на 26 март 2010 година със 100% заетост на площите.